# Neomachismo
El neomachismo es la creencia feminista de una supuesta nueva ideología caracterizada por el miedo a la igualdad de género y representa una forma renovada de machismo, adaptada a contextos sociales donde ya no es aceptable definirse abiertamente como machista. Es una estrategia para sostener las posiciones machistas tradicionales, pero utilizando nuevos discursos y contenidos. 
Esta ideología suele conceptualizar a los hombres como víctimas de la ley y de las mujeres, a quienes se acusa de recortar sus derechos. Tiende a equiparar el feminismo con el machismo para generar confusión y cuestionar no la igualdad en sí, sino las consecuencias de su implementación. Este enfoque se alinea con el concepto de ninismo de Roland Barthes, que implica la equiparación retórica de dos ideas contrarias para rechazar ambas, despolitizando así las realidades sin negarlas explícitamente.
A diferencia del machismo tradicional, tiene un discurso políticamente correcto y no acepta la inferioridad de la mujer como discurso enunciado. Reacciona ante el uso de la palabra feminismo como un ataque cuando este se emplea en búsqueda de superioridad. Algunos de los términos utilizados para referirse a las mujeres feministas radicales por parte de los hombres que estas personas califican como "neo machistas" son feminazi o hembrista.

## Características
Se caracterizan por una dualidad entre discurso y acción, donde declaran públicamente su apoyo a los derechos de las mujeres mientras actúan de manera contraria en su vida diaria. Utilizan una comunicación estratégica con discursos que aparentan apoyar la igualdad de género, pero que en realidad buscan mantener el statu quo y evitar cambios sustanciales. Su estrategia también incluye la victimización de los hombres, presentándolos como víctimas de las leyes y políticas de igualdad de género, sugiriendo que las mujeres están recortando sus derechos. Además, despolitizan las realidades de desigualdad de género, presentándolas como cuestiones neutrales o de poca relevancia política. Finalmente, se resisten a la implementación de medidas concretas que promuevan la participación y los derechos de las mujeres, como las cuotas de género en la política. Su principal habilidad es dominar la disociación entre palabra y acción, manteniendo una imagen pública de apoyo a la igualdad de género mientras sus acciones reales contradicen sus palabras.
Los detractores del feminismo, que a menudo se autodenominan "neomachistas", intentan equiparar este movimiento con la ideología machista, creando una falsa equivalencia entre dos conceptos diametralmente opuestos. El machismo aboga por la supremacía del varón, mientras que el feminismo busca la igualdad de género. La diferencia entre ambos es tan abismal que no debería ser necesario siquiera explicarla. Sin embargo, este intento de equiparación por parte de los neomachistas responde a su estrategia de confundir a la población para defender sus propias posiciones, que, como siempre, buscan cuestionar los derechos de las mujeres, su autonomía y la independencia que han logrado. Si bien estos detractores afirman no estar en contra de la igualdad, sí cuestionan las consecuencias de su ejercicio práctico. Manifiestan, por ejemplo, que existe una exageración en el número de denuncias falsas por violencia de género, sin mencionar que, de ser así, se estaría cometiendo un delito que, al igual que cualquier otro, debe ser denunciado.

## Contexto histórico y social
Surge en un contexto de desigualdades estructurales donde las leyes de igualdad de género no son suficientes para desmantelar las violencias y discriminaciones subyacentes. El sistema patriarcal se adapta para mantener el control sobre las mujeres, utilizando la crueldad y la invisibilización para desmantelar la vida social y los vínculos comunitarios. Los medios de comunicación refuerzan la falsa idea de que las mujeres han alcanzado la igualdad, mientras que en realidad disfrutan de una ciudadanía de baja calidad. La historia de las luchas feministas ha sido invisibilizada para mantener el control patriarcal, por lo que es crucial reconocer y recuperar estas gestas para combatir el neomachismo.

## Impacto en la sociedad
El impacto en la sociedad es muy significativo, ya que puede manifestarse de diversas maneras. Este fenómeno puede convertirse en un obstáculo para el avance pleno hacia la igualdad de género. Al ser más sutil y disimulado, genera confusión y no siempre es fácil de identificar, lo que dificulta su combate. En el ámbito profesional, puede crear desigualdades de manera menos evidente pero igualmente dañina.
Busca preservar el poder que poseen los hombres sobre las mujeres e intenta confundir al feminismo como un intento de las mujeres de imponerse sobre los hombres, dejando de lado el objetivo de este movimiento que supone la igualdad entre hombres y mujeres. Los hombres que ven atacados sus privilegios, son vulnerables y consideran que el avance en los derechos de las mujeres resulta en la pérdida de los suyos propios. Estos han sido educados para el privilegio, pero no están recogiendo los beneficios patriarcales que esperaban del sistema, por lo tanto acusan a las mujeres de sus desgracias.